# Vesperus strepens
Vesperus strepens là một loài bọ cánh cứng trong họ Cerambycidae.